# M 105 (галактика)
Messier 105 (англ. M 105, NGC 3379, рус. Мессье 105, другие обозначения — UGC 5902, MCG 2-28-11, ZWG 66.18, PGC 32256) — галактика в созвездии Лев.
Была классифицирована Хабблом как образец галактики E0.
Этот объект входит в число перечисленных в оригинальной редакции «Нового общего каталога».

## История открытия
Объект M 105 – один из 7 объектов каталога Мессье, не включённых во второе (последнее) издание 1784 года. Считается, что галактика открыта Пьером Мешеном 24 марта 1781 года в точке с координатами 10h 36m 15s; 76°16'02", о чём он написал в своём письме Бернулли, датированном 6 мая 1783 года. В каталог Мессье объект был включён в 1947 году Хелен Сойер-Хогг, которая обнаружила письмо Мешена в Берлинском астрономическом ежегоднике за 1876 год.
При попытке сопоставить координаты с уже известными объектами, M 105 был отождествлён с галактикой NGC 3379, открытой 11 марта 1784 года Уильямом Гершелем, который присвоил ей наименование H I.17.

## Чёрная дыра в центре галактики
Несмотря на то, что первоначально форма галактики считалась близкой к сферической (класс E1), измерения красного смещения звёзд по данным космического телескопа Хаббл, а также наземных обсерваторий позволяет сделать вывод о достаточно быстром вращении и сильном сжатии галактики (класс E5–E6). Отсутствие видимого сжатия на фотоснимках говорит о большом наклоне (70–90°) плоскости галактики к лучу зрения. В работе
построена компьютерная модель трёхмерного движения звёзд в M 105. Наблюдаемая картина распределения красного смещения и светимости звёзд в галактике наиболее соответствует классу E5 при наклоне 90° или классу при E6 наклоне 71°. Чрезвычайно высокие скорости вращения звёзд в центральной части галактики диаметром 0.3" говорит о наличии в центре галактики массивного объекта ориентировочной массой 50–200 млн масс солнца.
В работе масса центральной чёрной дыры оценивается в 40–100 млн масс солнца, а наиболее вероятный класс галактики – E6 при угле наклона 63°.
Более сложная модель,  учитывающая наряду с динамикой звёзд движение межзвёздного газа даёт для массы чёрной дыры оценки 40–400 млн масс солнца.